# 투창

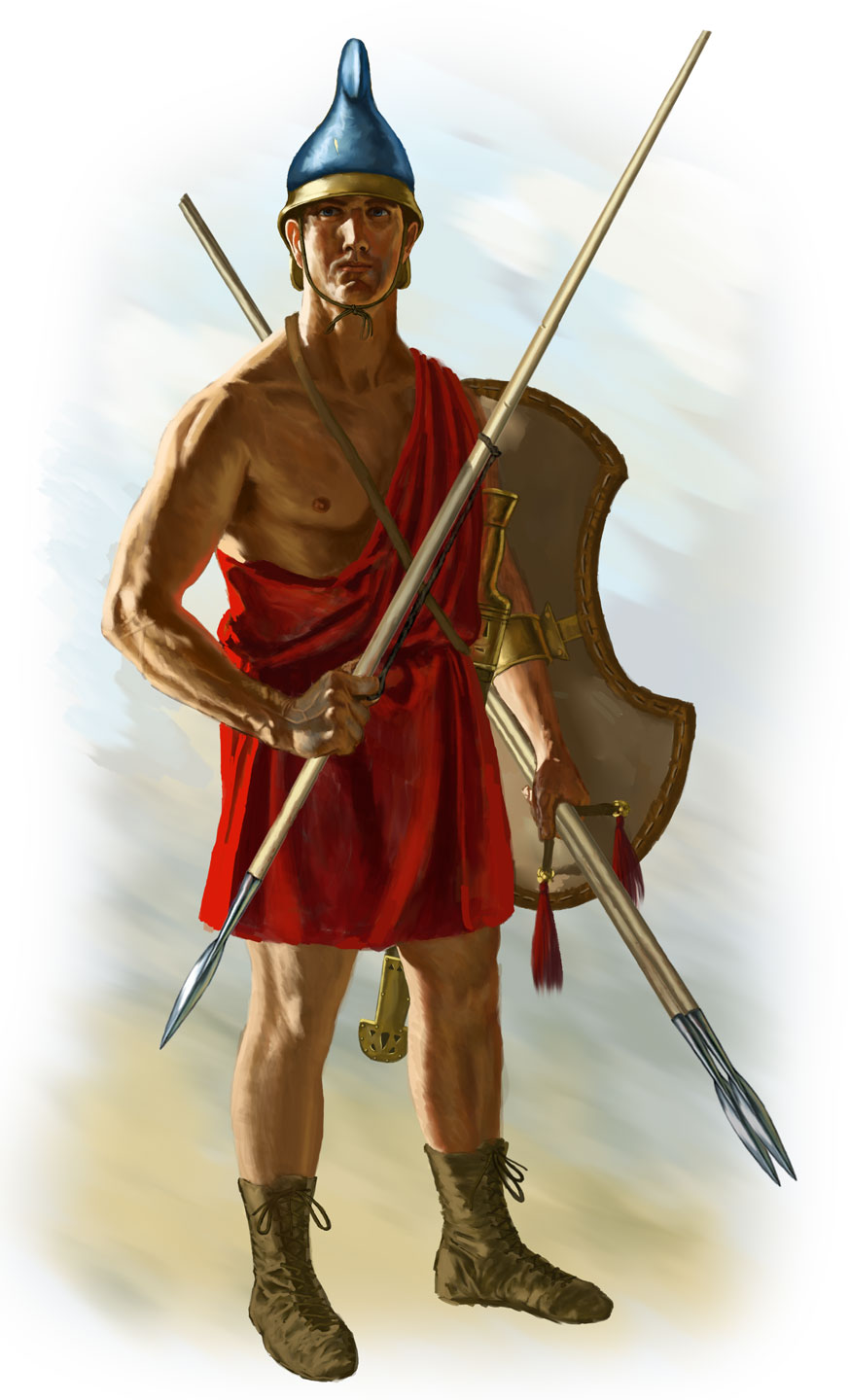
재블린을 든 펠타스트.

투창(投槍) 또는 표창(鏢槍)은 사람 힘으로 던져서 적을 맞추는 창이다. 고중세 유럽의 필룸과 재블린, 일본의 수리검과 수돌시, 중국의 유엽비도와 탈수표 따위가 모두 투창에 속한다.

## 같이 보기
- 쇠뇌살